# Gloria Julia King
Gloria Julia King – vanuacka piłkarka i polityczka. Pierwsza od 14 lat kobieta będąca członkinią Parlamentu Vanuatu.

## Życiorys

### Młodość, edukacja i kariera zawodowa
King pochodzi z wyspy Mele.
King była członkinią reprezentacji Vanuatu w piłce nożnej kobiet, brała udział m.in. w Igrzyskach Południowego Pacyfiku w 2003 roku. W 2017 roku była managerką drużyny; w tym w trakcie Igrzysk Wspólnoty Narodów 2022 w Birmingham.
Prowadziła własną firmę zajmującą się sprzedażą kavy, ważnego w lokalnej kulturze i rytuałach napoju. Wspólnie z mężem jest właścicielką klubu piłkarskiego Mauriki F.C..

### Działalność polityczna
Wzięła udział w przedterminowych wyborach generalnych w 2022 roku. W czasie zaledwie 10-dniowej kampanii wyborczej wydała około 10 milionów vatu (około 300 tysięcy złotych). Kandydowała z ramienia Unii Partii Umiarkowanych w okręgu wyborczym obejmującym wyspę Efate. Zdobyła 1618 głosów. Została szóstą kobietą w historii wybraną do Parlamentu Vanuatu, jedyną w tych wyborach oraz pierwszą od 14 lat. Została zaprzysiężona 24 października 2022. W wyborach wzięło udział 6 innych kobiet, łącznie zdobyły 1666 głosów.
W 2022 roku została wybrana trzecim zastępcą spikera parlamentu. Żadna kobieta nie pełniła wcześniej funkcji zastępcy spikera. Stanowisko utraciła w 2023 roku, przechodząc do opozycji w wyniku zmiany władzy.
Bezskutecznie kandydowała ponownie w przyśpieszonych wyborach generalnych w 2025 roku. Uzyskała 1059 głosów. Jedyną kobietą, która uzyskała mandat do parlamentu, została Marie Louise Milne. Tylko 7 z 217 kandydatów było kobietami.

### Pozostałe informacje
Była przewodniczącą grupy roboczej Vanuatu Women in Sports.

### Życie prywatne
Jest mężatką.